# Robben Island
Robben Island je ostrůvek o rozloze pěti kilometrů čtverečních ležící v Atlantiku asi 10 km od pobřeží jižní Afriky nedaleko Kapského Města. Název pochází z nizozemského výrazu robbeneiland – lachtaní ostrov. Proto je nesprávný občas používaný český název „Robbenův ostrov“ , jako by byl pojmenován podle nějakého pana Robbena.

## Historie
Neúrodný ostrov byl objeven v roce 1652 a po většinu své existence sloužil k internaci malomocných, duševně nemocných či politických vězňů. V období apartheidu zde byl vězněn Nelson Mandela, který si který zde strávil 18 z celkových 27 let svého trestu, a další aktivisté ANC, kteří pracovali v místním lomu na vápenec. V současnosti je ostrov majetkem jihoafrické vlády a věznice byla přeměněna v muzeum. V roce 1999 byl ostrov zařazen na seznam Světového dědictví UNESCO.

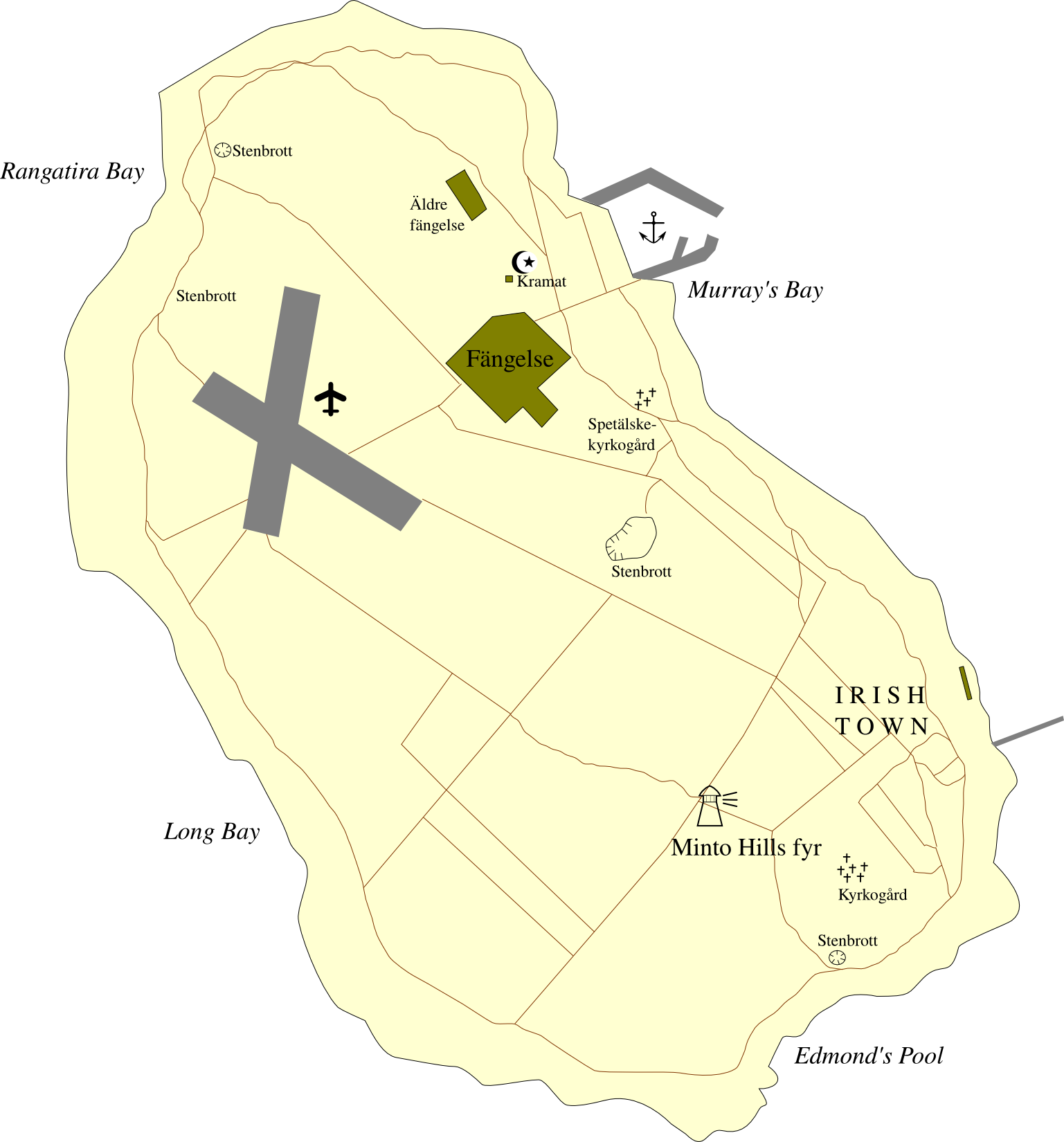
Plán ostrova.

Voda je na Robben Island přiváděna z pevniny potrubím položeném na mořském dně. Původně byl ostrov obydlen výhradně lachtany a tučňáky, v současnosti zdejší faunu a flóru ničí zavlečení králíci a kočky. V bouřlivém moři okolo ostrova ztroskotaly desítky lodí.